# 伦施泰格地区诺伊施塔特
伦施泰格地区诺伊施塔特（德語：Neustadt am Rennsteig，發音：[ˈnɔʏʃtat ʔam ˈʁɛnʃtaɪk]）是德国图林根州伊尔姆县曾经的一个市镇，面积17.03平方千米，2017年12月31日人口为918人。2019年1月1日，伦施泰格地区诺伊施塔特与另外6个市镇并入市镇大布赖滕巴赫。